# شاومبورغ ليبه
شاومبورغ ليبه (Schaumburg-Lippe) تشكلت شومبرغ ليبه سنة 1647 من خلال التقسيم بموجب معاهدات كونتية شاومبورغ بين دوق براونشفايغ لونيبورغ، ولاندغريف هسن كاسل وكونت ليبه. حدث الانقسام لأن أوتو الخامس كونت هولشتاين شاومبورغ قد توفي في 1640 دون ترك أي وريث ذكر. لم يكن موقف شاومبورغ ليبه في البداية مستقراً إلى حد ما: كان عليها أن تتقاسم مجموعة واسعة من المؤسسات والمرافق مع كونتية شاومبورغ (التابعة لهسن كاسل)، بما في ذلك المجلس التمثيلي ومناجم بوكيبيرغ غزيرة الإنتاج، واحتفظ لاندغريف هسن كاسل ببعض الحقوق الإقطاعية إضافة إلى ذلك. كما هددتها السياسات العنيدة للكونت الحاكم فريدرش كريستيان. لمواجهة هذه التهديدات، واحتفظ الكونت فيلهلم حفيد فريدرش (الذي حكم من 1748-1777) بجيش دائم يصل عديده إلى 1000 جندي - وهو كثير جداً لإقليم صغير كهذا.